# Phylloteles picifrons
Phylloteles picifrons är en tvåvingeart som beskrevs av Thomas Pape 1985. Phylloteles picifrons ingår i släktet Phylloteles och familjen köttflugor.
Artens utbredningsområde är Namibia. Inga underarter finns listade i Catalogue of Life.